# Maria-Theresien-Schlössel (Wien Hofzeile)

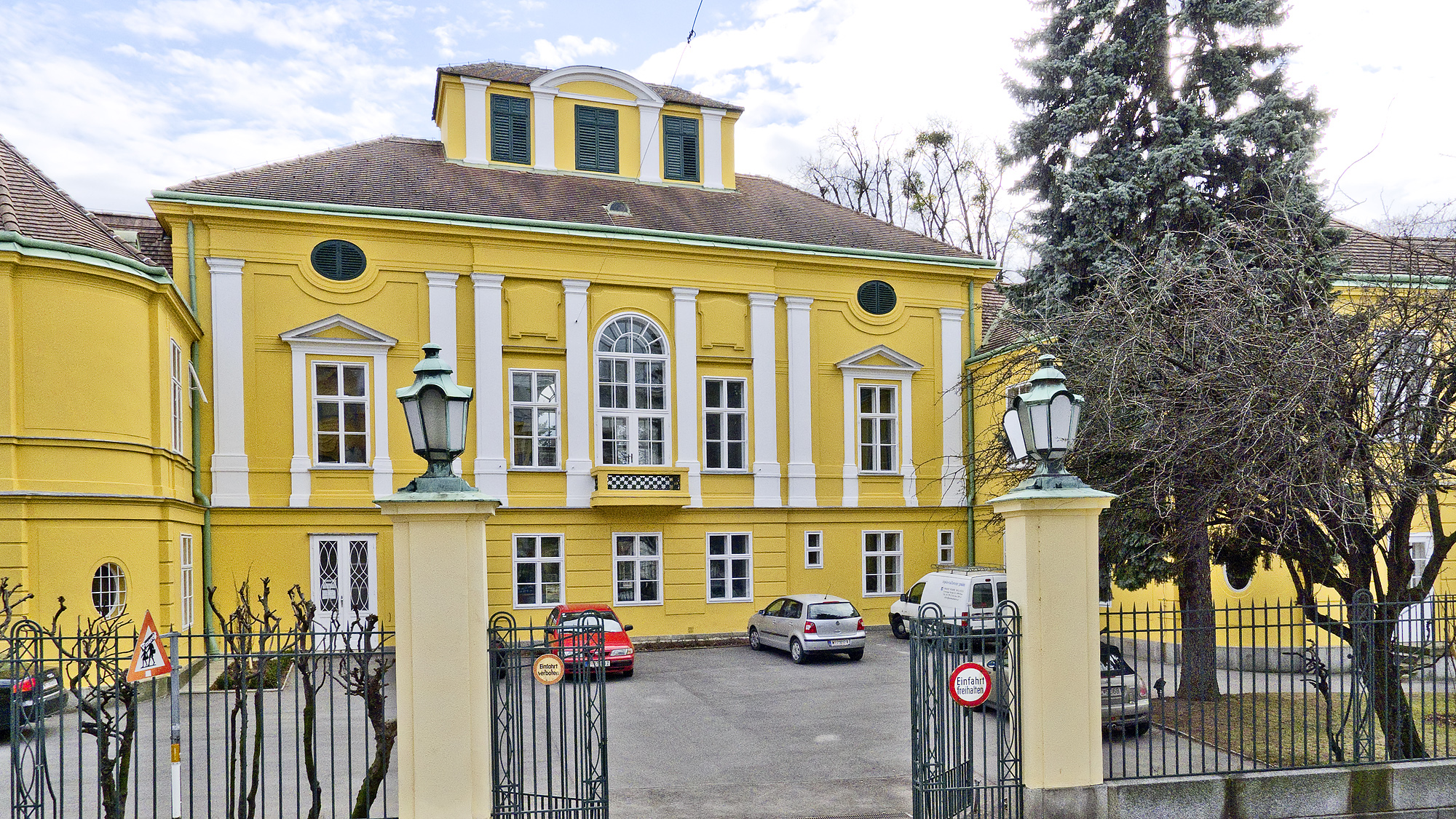
Maria-Theresien-Schlössel

Das Maria-Theresien-Schlössel ist ein historisches Gebäude im 19. Wiener Gemeindebezirk Döbling an der Hofzeile 18–20. Das Gebäude steht unter Denkmalschutz (Listeneintrag).
Es geht das Gerücht um, dass das Schlösschen 1745 als Lustschloss für die kaiserliche Regentin Maria Theresia im Rokokostil errichtet wurde. Dafür lassen sich aber keine Belege finden.  1912–1914 wurde das Maria-Theresien-Schlössel von der Nathaniel Freiherr von Rothschild’sche Stiftung für Nervenkranke zu einer Heilanstalt mit 66 Betten ausgebaut. Berühmte Neurologen wie Josef Gerstmann und Viktor Frankl wirkten an diesem Ort. 1914 stellt die Rothschild’sche Stiftung das Krankenhaus dem k.u.k. Kriegsministerium zur Verfügung, die Kapazität wurde als Teil des Kaiser-Jubiläums-Spitals auf 200 Betten ausgebaut, aber ab 1915 als selbständiges Spezialspital vom Roten Kreuz für nervenverletzte und nervenkranke Militärpersonen geführt. Nach dem Krieg führte man wieder den Normalbetrieb fort, bis die Rothschildstiftung im Zuge des Anschlusses aufgelöst wurde. Das Gebäude befindet sich seit 1939 im Eigentum der Stadt Wien. 1956 wurde die Stiftung zwar wiederhergestellt, das Schlössel aber nicht restituiert.
Im Jahr 2002 übersiedelte das neurologische Krankenhaus als Neurologisches Zentrum – Rothschildstiftung – Maria-Theresien-Schlössel des Wiener Krankenanstaltenverbunds (KAV) in das Otto-Wagner-Spital. Die Stadt Wien übergab das Gebäude an die damals neu gegründete Lauder Business School, außerdem wird es als sommerliches Studentenwohnheim des Vienna International College betrieben.